# 岡山藩藩学
岡山藩藩学（おかやまはんはんがく）は、江戸時代前期に岡山藩によって他藩に先駆けて開かれた最古の藩校である。所在地は岡山県岡山市北区蕃山町。国学、岡山学校と呼ばれた。国の史跡。

## 歴史
岡山藩藩学は寛文9年（1669年）岡山藩主池田光政によって開設された。これは江戸幕府が開いた湯島聖堂よりも21年早い。
これより前の寛永18年（1641年）熊沢蕃山の主宰により藩校の前身となる花畠会が創設され、花畠（現在の岡山市中区網浜）に「花畠教場」が開かれた。寛文6年（1666年）花畠教場が廃止され、岡山城内の石山にあった松平政種の邸宅を学校に転用し仮学館が設置された。
寛文9年（1669年）生徒が増加し仮学館が手狭となったため、光政は津田永忠と熊沢蕃山の弟・泉仲愛を総奉行に任じ西中山下に藩学を建造するよう命じた。同地には光政が弾圧した日蓮宗不受不施派の円乗院という寺院があったが、弾圧により破壊された。この寺院跡と家臣の屋敷の敷地十七区を接収し建造された。岡山藩を致仕し播磨国明石に居た熊沢蕃山を招き、同年7月25日に開校式を行った。開校式には生徒85人を含め来賓等併せて160人が参加した。
学校奉行が設けられ運用にあたった。初代学校奉行には建造にあたった津田永忠・泉仲愛が任じられた。光政は陽明学徒であったが、この藩校では幕府が正学としていた朱子学を中心に教えた。授業の内容は、専任の講師および授読師により主に小学・四書・五経などの誦読と講習、合間に武技の演習が行われた。
廃藩置県となる明治4年（1871年）に廃止するまで存続した。閉校後の明治9年（1876年）に岡山県師範学校となり、明治44年（1911年）には岡山県女子師範学校となった。
藩学の建造物は次第に撤去され大正後期には南門、校門、講堂等が残されていた。大正11年（1922年）3月8日、国の史跡に指定された。しかし、昭和20年（1945年）6月29日の岡山空襲により、泮池とそこに架かる橋以外は全て焼失した。太平洋戦争後まもなく校門・講堂の基礎は埋め立てられ現在の岡山市立岡山中央中学校となり、周囲の学舎跡地は市街地となった。

## 敷地の概要

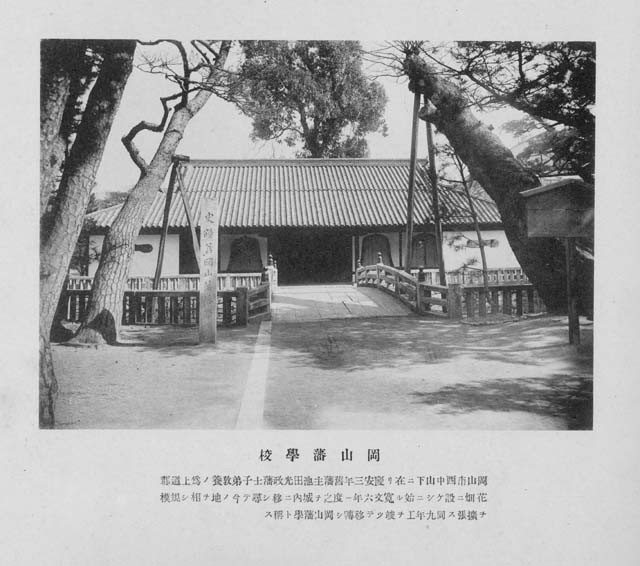
焼失前の姿

敷地の規模は、南北202.5メートル（112間半）、東西110.7メートル（61間半）、面積2.24ヘクタールに及んだ。
儒教思想に基づき校舎が整然と対称的に配置された。南門（本瓦葺き、薬医門）・泮池・校門（入母屋造り、本瓦葺き）・講堂（入母屋造り、本瓦錣葺き、建築面積120坪(約400平方メートル)）・中室・食堂が中心軸として南から北に一列に建てられていた。中心軸の東側には1棟の塾と5棟の文学舎、西側にはに1棟と5棟の演武場舎が対称に設置されていた。学舎の周囲には学校奉行屋敷、吏舎（講師宿舎）、諸生部屋（学生宿舎）などが設置されていた。更に西外堀の外側には長さ181.8メートル（100間）の馬場が設けられた。

## 生徒数
初期の定員は「小生161名、小侍者67名を極（きわめ）とす」とある。その後、藩財政が逼迫し天和3年（1683年） - 元禄15年（1702年）の間は定員は「63名を極とす」と改訂され、就学者数も減少した。江戸時代後期の文政 - 天保年間（1815年 - 1842年）頃に最盛期を迎え、最大時には242名もの就学者を数えた。
藩校であるため藩士の子弟の教育が目的ではあったが、光政は“農民の子弟で篤志の者は名字帯刀を許し学費を給付する”という特典を付与し、庶民にも就学の門戸を開いた。